# Березень 2004
Березень 2004 — третій місяць 2004 року, що розпочався у понеділок 1 березня та закінчився у середу 31 березня.

## Події
- 10 березня — компанія Kodak подала позов до суду на Sony за порушення патентів на цифрові камери Kodak.
- 24 березня — данський художник Марко Еварістті замалював айсберг червоним у Гренландії, витративши 2952 літри фарби.